# Głogów (gmina)
Głogów est une gmina rurale du powiat de Głogów, Basse-Silésie, dans le sud-ouest de la Pologne. Son siège est la ville de Głogów, bien qu'elle ne fasse pas partie du territoire de la gmina.
La gmina couvre une superficie de 84,28 km2 pour une population de 5 506 habitants.

## Géographie
La gmina est bordée par la ville de Głogów et les gminy de Grębocice, Jerzmanowa, Kotla, Pęcław, Szlichtyngowa et Żukowice.
La gmina contient les villages de Borek, Bytnik, Grodziec Mały, Klucze, Krzekotów, Przedmoście, Ruszowice, Serby, Stare Serby, Szczyglice, Turów, Wilków et Zabornia.